# Bonifacio (Misamis Occidental)
Bonifacio  es un municipio filipino de cuarta categoría, situado al norte de la isla de Mindanao. Forma parte de la provincia de Misamis Occidental situada en la Región Administrativa de Mindanao del Norte en cebuano Amihanang Mindanaw, también denominada Región X. 
Para las elecciones está encuadrado en el segundo distrito electoral.

## Barrios
El municipio de Bonifacio se divide, a los efectos administrativos, en 28 barangayes o barrios, conforme a la siguiente relación:
| - Bag-ong Anonang - Bagumbang - Baybay - Bolinsong - Buenavista - Buracan | - Calolot - Dimalco - Dullan - Kanaokanao - Liloán - Linconán - Lodiong | - Usugán de Abajo - Mapurog (Migsale) - Migpange - Montol - Pisa-an | - Población (Centro) - Remedios - Rufino Lumapas - Sibuyon - Tangab - Tiaman | - Tusik - Usogán de Arriba - Demetrio Fernan - Digson |

## Historia

### Influencia española
La provincia de Misamis, creada en 1818, formaba parte de la Capitanía General de Filipinas (1520-1898). Estaba dividida en cuatro partidos.
El Partido de Misamis comprendía los fuertes de Misamis y de Iligán además de Luculán e Initao.

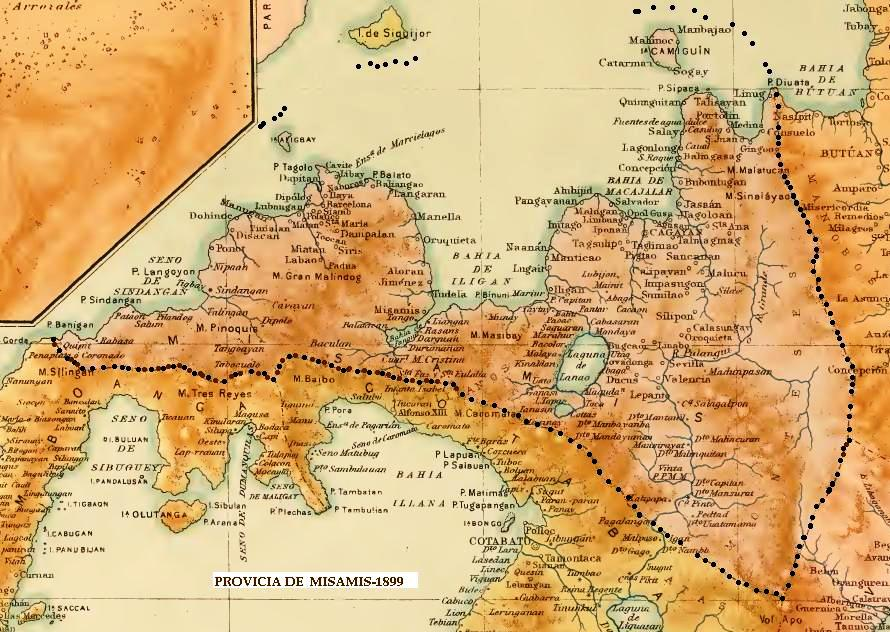
El distrito 2.º de Misamis en 1899.

A principios del siglo XX la isla de Mindanao se hallaba dividida en siete distritos o provincias, uno de los cuales era el distrito 2.º de Misamis, su capital era la villa de Cagayán de Misamis y del mismo dependía la comandancia de Dapitan.

### Ocupación estadounidense
El gobierno civil de la provincia de  Misamis fue establecido el 15 de mayo de 1901.
Bonifacio no figura en la relación de los municipios que figuran en la División Administrativa de Filipinas de 1916, ni tampoco en el plano del censo de 1918.
El 2 de noviembre de 1929, durante la ocupación estadounidense de Filipinas, la Misamis fue dividida en dos provincias: Misamis Oriental y Misamis Occidental.
Misamis Occidental comprende nueve municipios: Baliangao, López Jaén, Tudela, Clarín, Plaridel, Oroquieta, Alorán, Jiménez y Misamis.

### Independencia
Em municipio de Bonifacio fue establecido en 1942 por Demetrio Fernan, el que fuera su primer alcalde.
El 18 de junio de 1961 se reorganiza el municipio sobre la base de los siguientes barrios:
- Población, sitios de Tinago, P. Valencia y Digson.
- Calolot, sitios de Calolot Alto y Calalot Bajo.
- Tusik, sitios de Tusik del Este, Tusik del Oeste, Pinacio y Burnao.
- Tiamán, sitios de Tianam del este, Tiaman del Oeste, Tiaman Napo y Gaga.
- Linconán, sitio del mismo nombre.

El  8 de febrero de  1982 fue creado el municipio de Don Mariano Marcos del que pasan a formar parte los barrios de Maramara y Petianan. El ayuntamiento se sitúa en el barrio de Tuno.